# Setsuko Hara
Setsuko Hara (Yokohama, 17 de junio de 1920-Yokohama, 5 de septiembre de 2015) fue una actriz japonesa. Protagonizó películas de Yasujiro Ozu, Akira Kurosawa, Mikio Naruse y otros importantes directores.

## Biografía
Setsuko Hara (原 節子 Hara Setsuko, nacida el 17 de junio de 1920) fue una actriz japonesa que apareció en 6 películas de Yasujirō Ozu, principalmente como Noriko en la «Trilogía de Noriko»: Primavera tardía (1949), El comienzo del verano (1951) y Cuentos de Tokio (1953). Sus otras películas con Ozu fueron Crepúsculo de Tokio (1957), Otoño tardío (1960) y finalmente El fin del verano en 1961.
Nació 会田 昌江 Masae Aida en Yokohama, prefectura de Kanagawa. Destacó como actriz a edad temprana, en la coproducción germano-japonesa de 1937 Die Tochter des Samurai (La hija del Samurai), conocida en Japón como Atarashiki Tsuchi (La nueva Tierra), dirigida por Arnold Fanck y Mansaku Itami.
Protagonizó películas de Akira Kurosawa, Mikio Naruse y otros prominentes directores.
Llamada «La eterna virgen» en Japón es un símbolo de la era dorada del cine japonés de los años 1950. Se retiró repentinamente de la actuación en 1963 (el año de la muerte de Ozu) y llevó desde entonces una vida de reclusión en Kamakura, rehusando ser fotografiada o entrevistada. Su último papel fue Riku, esposa de Ōishi Yoshio, en la película de 1962 Chushingura. Fue la inspiración para la película japonesa de animación de 2001 Millennium Actress.

## Filmografía
| Año  | Título                                                         | Personaje                                    | Notas |
| ---- | -------------------------------------------------------------- | -------------------------------------------- | --- |
| 1935 | Tamerau nakare wakodo yo                                       | Setsuko                                      | |
| 1935 | Shînya no taiyô                                                | Kimie                                        | |
| 1935 | 『魂を投げろ』                                                 | Estudiante                                   | Obra más antigua de Setsuko Hara que se conserva |
| 1935 | Midori no chiheisen zenpen                                     | Yukari                                       | Obra hablada original |
| 1935 | Midori no chiheisen kohen                                      | Yukari                                       | |
| 1936 | Hakui no kajin                                                 | Yukiko                                       | |
| 1936 | Kōchiyama Sōshun                                               | Onami                                        | |
| 1936 | 『嫁入り前の娘達』                                             | Mieko Sugiura                                | |
| 1936 | Seimei no kanmuri                                              | Ayako Arimura                                | |
| 1936 | Tange sazen: Nikko no maki                                     | Omatsu                                       | |
| 1937 | Kenji to sono imôto                                            | Akiko                                        | |
| 1937 | Atarashiki Tsuchi (The Daughter of the Samurai [Ing])          | Mitsuko Yamato                               | |
| 1937 | Tōkai bijo-den                                                 | Yuri                                         | |
| 1937 | Haha no kyoku I                                                | Keiko                                        | |
| 1937 | Haha no kyoku II                                               | Keiko                                        | |
| 1938 | Kyojin-den (The Giant [Ing])                                   | Chiyo                                        | |
| 1938 | Den'en kôkyôgaku                                               | Yukiko                                       | |
| 1938 | Shōgun no mago                                                 | Minami Sasano                                | |
| 1938 | Fuyu no yado                                                   | Kazuko Miyake                                | |
| 1939 | Bi wa shiki shuppatsu                                          | Miko Miyako                                  | |
| 1939 | Chūshingura                                                    | Oteru                                        | |
| 1939 | Shanhairikusentai (The Naval Brigade at Shanghai [Ing])        | Mingju, joven mujer china                    | Primera aparición en la obra de su cuñado Hisatora Kumagai |
| 1939 | Jiē                                                            |                                              | |
| 1939 | On'na no kyōshitsu zenpen                                      | Chen Feng Ying                               | |
| 1939 | On'na no kyōshitsu zenpen-chū kōhen                            | Chen Feng Ying                               | |
| 1939 | Tokyo no josei                                                 | Setsuko Kimitsuka                            | |
| 1940 | Hikari to kage                                                 | Sahoko Katsura                               | |
| 1940 | Toyuki                                                         | Actriz                                       | |
| 1940 | Totsugu hi made                                                | Yoshiko Seikata                              | |
| 1940 | Hebihimesama                                                   | Kotohime                                     | |
| 1940 | Onna no machi                                                  | Ineko                                        | |
| 1940 | 『二人の世界』                                                 | Sachiko                                      | |
| 1940 | Shimai no Yakusoku                                             | Sachiko                                      | |
| 1941 | Anî no hânayomê                                                | Masako Harada                                | |
| 1941 | Ôinaru kanô                                                    | Atsuko Takada                                | |
| 1941 | Kêkkon no seitaî                                               | Haruko Nakamura                              | |
| 1941 | 『指導物語』 (A Story of Leadership [Ing])                     | Kuniko Segi                                  | |
| 1942 | Kibô no aozora                                                 | Chizuruko                                    | |
| 1942 | Seishun no kiryû                                               | Makiko                                       | |
| 1942 | Wakai sensei                                                   | Tomiko Hirayama                              | |
| 1942 | Midori no daichi                                               | Hatsue Ueno                                  | |
| 1942 | Haha no chizu                                                  | Kirie Kishi                                  | |
| 1942 | Hawai Mare Oki Kaisen                                          | Kikuko Tachibana                             | |
| 1943 | Ahen senso (The Opium War [Ing])                               | Airan (Ai Lan)                               | |
| 1943 | Bôrô no kesshitai                                              | Yuko Takatsu                                 | |
| 1943 | Wakaki hi no yorokobi                                          | Yasuko Hozumi                                | |
| 1943 | Kessen'noōzorahe (Toward the Decisive Battle in the Sky [Ing]) | Sugieda Muramatsu                            | |
| 1943 | Rèfēng (Searing Wind [Ing])                                    | Kumiko Hiranuma                              | |
| 1944 | Ikari no umi                                                   | Mitsuko Hiraga                               | |
| 1945 | Shôri no hi made                                               |                                              | Solo existen los primeros 15 minutos, se acredita a Hara, pero como no se puede confirmar la escena de la aparición, un trabajo fantasma que no figurará en la lista de trabajos de Setsuko Hara |
| 1945 | Kita no san-nin                                                | Sumiko Ueno                                  | |
| 1946 | Midori no kokkyô                                               | Maki Kuriyama                                | |
| 1946 | Reijin                                                         | Keiko Kikukoji                               | |
| 1946 | Waga seishun ni kuinashi (No añoro mi juventud)                | Yukie Yagihara                               | |
| 1947 | Kake-dashi jidai                                               | Miyako Chida                                 | |
| 1947 | Anjō-ke no butōkai (A Ball at the Anjo House [Ing])            | Atsuko Anjô                                  | Primer trabajo libre de Hara y el primer trabajo de Shochiku |
| 1947 | Onnadake no yoru                                               | Shigeko Yuri                                 | |
| 1947 | Sanbon yubi no otoko                                           | Shizuko Shiraki                              | |
| 1948 | Yuwaku                                                         | Takako                                       | |
| 1948 | Toki no teizo: zengohen                                        | Shizue Mori                                  | |
| 1948 | Toki no teisō; kōhen                                           | Shizue Mori                                  | |
| 1948 | Taifuken no onna                                               | Kuriko Sato                                  | |
| 1948 | Kofuku no genkai                                               | Yukiko Takamatsu                             | |
| 1949 | Tonosama hoteru (Tonosama Hotel [Ing])                         | Aki Nagaoka                                  | |
| 1949 | Ojôsan kanpai                                                  | Kyoko Ikeda                                  | Único director de Hara, Keisuke Kinoshita |
| 1949 | Aoi sanmyaku                                                   | Yukiko Shimazaki                             | |
| 1949 | Zoku aoi sanmyaku                                              | Yukiko Shimazaki                             | |
| 1949 | Banshun (Late Spring [Ing])                                    | Noriko                                       | Primera dirección de Yasujiro Ozu |
| 1950 | Shirayuki-sensei to kodomo-tachi                               | Kayoko Amemiya                               | |
| 1950 | Joi no Shinsatsushitsu                                         | Dr. Fumiko Tajima                            | |
| 1950 | Yěshēng                                                        | Yuki                                         | |
| 1950 | Nanairo no hana                                                | Teruko Kashiwagi                             | |
| 1951 | Hakuchi (El idiota)                                            | Taeko Nasu                                   | |
| 1951 | Bakushū (Early Summer [Ing])                                   | Noriko Mamiya                                | |
| 1951 | El almuerzo (Repast [Ing])                                     | Esposa Michiyo                               | |
| 1952 | Kaze futatabi                                                  | Kanae Hisamatsu                              | |
| 1952 | Tôkyô no koibito                                               | Yuki                                         | |
| 1953 | 『恋の風雲児』                                                 | Yukiko                                       | |
| 1953 | Shirauo                                                        | Sachiko Uemura                               | |
| 1953 | Tōkyō Monogatari (Tokyo Story [Ing])                           | Noriko                                       | |
| 1954 | Yama no Oto (La voz de la montaña)                             | Kikuko Ogata                                 | |
| 1955 | Non-chan Kumo ni Noru                                          | Mamá de Nobuko                               | |
| 1955 | Uruwashiki haha                                                | Mitsuyo Ôta                                  | |
| 1956 | Shūu (Chaparrón)                                               | Fumiko Namiki                                | |
| 1956 | Aijô no kessan                                                 | Katsuko                                      | |
| 1956 | Kon'yaku sanbagarasu                                           | Sra. Matsukawa                               | Primera obra de color de Hara |
| 1956 | Jôshû to tomo ni                                               | Sugiyama, Gerente de la Sección de Seguridad | |
| 1956 | Ani to sono musume                                             | Esposa Akiko Mamiya                          | |
| 1957 | Ōban                                                           | Kanako Mori                                  | |
| 1957 | Tōkyō boshoku (Tokyo Twilight [Ing])                           | Takako Numata                                | |
| 1957 | Chieko-sho                                                     | Chieko Takamura                              | |
| 1957 | Xù dà fān fēngyún biān                                         | Kanako Mori                                  | |
| 1957 | Saigo no dasso                                                 | Nurse Tomiko                                 | Primer trabajo en pantalla ancha de Hara |
| 1957 | Zokuzoku Ôban: Dotô hen                                        | Kanako Mori                                  | |
| 1958 | Onna de aru koto                                               | Ichiko Sayama                                | |
| 1958 | Tōkyō no kyūjitsu (A Holiday in Tokyo [Ing])                   | Presidente de la Asociación de Moda          | |
| 1958 | Dà fān wánjié biān                                             | Kanako Mori                                  | |
| 1959 | Onna gokoro                                                    | Isoko                                        | |
| 1959 | Nippon Tanjō (The Three Tteasures [Ing])                       | Amaterasu (Amaterasu Okami)                  | |
| 1960 | Robo no ishi                                                   | La madre del niño Goichi                     | |
| 1960 | Musume • tsuma • haha (Daughters, Wives and a Mother [Ing])    | Sanae Sakanoshi, la hija mayor               | |
| 1960 | Fundoshi isha                                                  | Iku, la esposa de Keisai                     | |
| 1960 | Akibiyori (Otoño tardío)                                       | Akiko Miwa                                   | |
| 1961 | Bojō no hito                                                   | Satoko Miura                                 | |
| 1961 | Kohayagawa-ke no aki (The End of Summer [Ing])                 | Akiko Kobayakawa                             | |
| 1962 | Musume to watashi                                              | Chizuruko                                    | |
| 1962 | Chushingura                                                    | Riku, esposa de Oishi Yoshio                 | Última obra en la que apareció Hara |